# Soulier d'or belge 1991
Le Soulier d'or 1991 est un trophée individuel, récompensant le meilleur joueur du championnat de Belgique sur l'ensemble de l'année 1991. Ceci comprend donc à deux demi-saisons, la fin de la saison 1990-1991, de janvier à juin, et le début de la saison 1991-1992, de juillet à décembre.

## Lauréat
Il s'agit de la trente-huitième édition du trophée, remporté par le meneur de jeu du RSC Anderlecht Marc Degryse. Il était déjà passé deux fois tout près du trophée lorsqu'il jouait pour le FC Bruges. Cette fois, grâce à un nouveau titre national décroché avec le club bruxellois, il obtient le Soulier d'Or, devant le défenseur du FC Malines Philippe Albert, et son coéquipier Luc Nilis, très déçu durant la cérémonie, qui termine à nouveau troisième.

## Top-3
| Place | Joueur          | Nationalité | Club(s)        | Points |
| ----- | --------------- | ----------- | -------------- | ------ |
| 1.    | Marc Degryse    |             | RSC Anderlecht | 217    |
| 2.    | Philippe Albert |             | FC Malines     | 193    |
| 3.    | Luc Nilis       |             | RSC Anderlecht | 143    |

### Sources
- (nl) Cet article est partiellement ou en totalité issu de l’article de Wikipédia en néerlandais intitulé « Belgische Gouden Schoen 1991 » (voir la liste des auteurs).